# Strada statale 301 del Foscagno
La strada statale 301 del Foscagno (SS 301) è una strada statale italiana che collega la Valtellina a Livigno passando per la Valdidentro, per il passo del Foscagno e il passo dell'Eira.
Ha origine a Bormio dalla strada statale 38 dello Stelvio e termina a Livigno dopo un tracciato di 36,939 km quasi interamente di tipo montano, ed è l'unica strada che permette di raggiungere il comune di Livigno rimanendo in territorio italiano.

## Storia
I lavori di costruzione della strada, realizzata per motivi militari dall'Ufficio Fortificazioni di Brescia, iniziarono nel 1912 e terminarono il 4 ottobre 1914 con l'inaugurazione ufficiale.
Nel periodo iniziale la strada era percorribile solo nei mesi estivi: soltanto dal 1952, grazie all'impiego delle moderne macchine spazzaneve e spargisale, è stato possibile mantenere il passo aperto anche nei mesi invernali.
Prima della realizzazione della strada si doveva percorrere una mulattiera lunga 25 km che collegava Livigno a Semogo, frazione di Valdidentro.

## Percorso
La strada inizialmente attraversa la Valdidentro risalendo fino al passo del Foscagno (2.291 m s.l.m.), dove è situata una dogana in cui vengono controllate le merci in uscita da Livigno, poiché questo comune è considerato zona franca e gode quindi di un particolare regime fiscale; è infatti possibile acquistare numerosi prodotti pagandoli meno che nel resto dell'Italia, ma non è consentito comprarne in quantità elevata.
Dopo il passo la strada discende nella valle per poi risalire sino al passo dell'Eira (2.208 m s.l.m.). A questo punto inizia l'ultima discesa, caratterizzata da notevole pendenza, che porta sino a Livigno.